# ムナグロヤイロチョウ
ムナグロヤイロチョウ（学名：Pitta iris）は、スズメ目ヤイロチョウ科に分類される鳥類の一種。

## 分布
オーストラリア北部の森林に生息。オーストラリア固有種。

## 形態
頭部及び腹部が黒色、背面が緑色、肩羽が淡い青色、尾羽がオリーブ色である。また、くちばしは黒色、脚はピンク色で、虹彩は茶色、頭側線は赤茶色である。雌雄は似ており、メスはオスよりも少し小さく、またくすんだ色をしている。

## 生態
生息地域では普通に生息しているが、他のヤイロチョウと同じように人前にはあまり現れず、臆病な鳥である。
食性は肉食性で、主に地上で採餌し、昆虫、節足動物およびカタツムリやミミズなどの小動物である。
繁殖期は11-3月。巣は小枝やイネ科植物などで、100-120mmほどのドーム状の巣を作る。メスは斑点があり、つやのあるクリーム色の卵を3-4個、産卵する。

## 保全ステータス
軽度懸念
LEAST CONCERN (IUCN Red List Ver. 3.1 (2001))